# Корепанов Павло Петрович
Павло Петрович Корепанов (26 травня 1905, село Афьорово Костромської губернії, тепер Костромського району Костромської області, Російська Федерація — ?) — радянський державний діяч, голова Вологодського облвиконкому. Депутат Верховної ради РРФСР 2-го скликання. Депутат Верховної ради СРСР 3-го скликання.

## Життєпис
У 1920—1926 роках — учень Костромського промислово-економічного технікуму.
У 1926—1928 роках — районний інструктор споживчої кооперації в місті Архангельську.
Член ВКП(б) з 1928 року.
З 1928 року служив у Червоній армії.
До 1931 року — інструктор-консультант Північної крайової Спілки споживчих товариств; голова Пінезького районного споживчого товариства Північного краю.
У 1931—1937 роках — завідувач організаційно-інструкторського відділу Пінезького районного комітету ВКП(б) Північного краю; 2-й секретар Каргопольського районного комітету ВКП(б) Північного краю.
У 1937 — березні 1941 року — 1-й секретар Лежського районного комітету ВКП(б) Вологодської області.
У березні 1941 — липні 1944 року — секретар Вологодського обласного комітету ВКП(б) з лісової промисловості.
У липні 1944 — 22 листопада 1946 року — 3-й секретар Вологодського обласного комітету ВКП(б).
22 листопада 1946 — 29 березня 1948 року — 2-й секретар Вологодського обласного комітету ВКП(б).
1 квітня 1948 — 11 березня 1953 року — голова виконавчого комітету Вологодської обласної ради депутатів трудящих.
Подальша доля невідома.

## Нагороди та звання
- орден «Знак Пошани»
- медалі